# Salvador Nasralla
Salvador Nasralla, né le 30 janvier 1953 à Tegucigalpa, est un journaliste sportif, présentateur de télévision, homme d'affaires et homme politique hondurien. Fondateur du Parti anti-corruption, il est candidat présidentiel une première fois en 2013 puis se représente à la présidentielle de 2017 pour le Parti Liberté et refondation (Libre). En vue des élections de 2021, il fonde le Parti sauveur et se présente comme candidat présidentiel, mais se désiste finalement et se rallie à Xiomara Castro de Libre. Il devient son colistier et occupe la fonction de vice-président de la République à partir du 27 janvier 2022. 
Le 1er avril 2024, il démissionne de son poste, arguant une participation insignifiante au sein du gouvernement et une volonté de se présenter à nouveau sa candidature présidentielle aux élections de 2025. Sa démission reçoit l'approbation du Congrès national et est effective le 30 avril 2024.

## Biographie

### Jeunesse et formation
Ses parents sont d'origine palestinienne et sa mère est née au Chili. À l'adolescence, il se consacre au journalisme radiophonique dans Emisoras Unidas de 1966 à 1969, ainsi qu'à Uniradio et Radio Católica. Il étudie également le théâtre et la télévision. Il obtient un baccalauréat en sciences et en arts à l'Institut San Francisco. Il continue ses études à l'université pontificale catholique du Chili à Santiago, où il obtient en 1976 le titre d'ingénieur civil des industries avec une spécialisation en construction et plus tard une maîtrise en administration des affaires.

### Carrière professionnelle
Lors de son retour au Honduras, il travaille comme directeur général de Pepsi-Cola pendant six ans. Parallèlement, il enseigne à l'Université nationale autonome du Honduras pendant huit ans. Il quitte son poste d'enseignant en raison du faible niveau d'éducation des élèves. En 1981, il commence sa carrière à la télévision avec le programme 5 Deportivo diffusé chaque dimanche sur Canal 5 de Televicentro. Il est l'attaché de presse de l'équipe hondurienne de football à la Coupe du monde de 1982 en Espagne.

### Carrière politique
Situé politiquement au centre, il crée en 2011 avec Luis Redondo le Parti anti-corruption et annonce son intention de se présenter aux élections générales de 2013. Il renouvelle sa candidature aux élections de 2017 avec le soutien du parti de gauche Libre.
Il est donné gagnant du scrutin par les sondages pré-électoraux, et apparait en tête dans les résultats préliminaires. Cependant, une panne générale interrompt pendant 36 heures la publication du dépouillement ; lorsqu’elle est relancée, la tendance est inversée et le président Juan Orlando Hernández est réélu, donnant lieu à des accusations de fraude,. Il dépose un recours auprès du Tribunal suprême électoral qui le rejette.
Ses relations avec Libre se détériorent ensuite. En novembre 2018, évoquant les fraudes électorales lors de la présidentielle, il affirme : « Si je ne m’étais pas impliqué en politique avec Mel Zelaya, les États-Unis m’auraient permis d’être président. » Il soutient également, à tort, que la famille Zelaya était impliquée dans les Panama Papers.
En novembre 2019, il présente une demande aux autorités électorales en vue de fonder un nouveau parti politique. Le Parti sauveur du Honduras (en espagnol : Partido Salvador) est enregistré officiellement le 7 septembre 2020, ce qui permet à Nasralla de se présenter comme candidat présidentiel aux élections générales de 2021. En berne dans les sondages, il se désiste au profit de Xiomara Castro, dont il devient le colistier. Il est élu vice-président et entre en fonction le 27 janvier 2022. Il s'oppose cependant au souhait de la présidente d'établir des relations avec la Chine : « Le Honduras entretient des relations avec Taïwan et n’en a pas besoin avec la Chine, tant que ses liens avec les États-Unis sont bons, déclare le colistier et désormais vice-président de Castro. Les États-Unis sont notre allié commercial, proche et historique. Nous ne voulons pas nous battre avec eux. »
Plutôt distant de la présidente depuis le début de son mandat, Nasralla démissionne de son poste de vice-président de la République le 1er avril 2024, arguant vouloir se présenter comme candidat présidentiel lors des élections générales de 2025 et déclarant n'occuper « aucune fonction au sein du gouvernement pour lequel le peuple [l]'a élu ». Il affirme avoir été écarté dès le départ de toute sphère de pouvoir. Cette démission survient dix jours après que la présidente ait ordonné à tous les fonctionnaires qui anticipaient se présenter à une fonction élective en 2025 de démissionner. Le Congrès national approuve sa démission, qui est effective à partir du 30 avril 2024.
Le 10 juillet 2024, il rejoint les rangs du Parti libéral comme sympathisant. 